# Peigne scythe en or de Solokha
Le peigne scythe en or de Solokha est un célèbre peigne d'origine Scythe, conservé au musée de l'Ermitage à Saint-Pétersbourg. Il est l'un des exemples les plus significatifs de l'art helléno-scythe. On pense qu'il a été réalisé par un maître grec qui connaissait bien le thème et les intérêts du client – la noblesse scythe. Il s'agit d'un objet décoratif en or réalisé en trois parties en forme de peigne à 19 dents et couronné d'une composition de combat avec trois guerriers combattants. Les chercheurs trouvent des analogies dans la composition de la décoration avec les ordres et les formes des colonnes grecques, ainsi qu'avec d'autres découvertes archéologiques.
Le peigne a été découvert en 1913 dans une sépulture scythe (tertre Solokha ou tombe de Znamenskaya) sur la rive gauche du Dniepr près de Kamianka-Dniprovska, dans l'oblast de Zaporijjia (actuelle Ukraine). Le monticule a été étudié en 1912-1913 par l'expédition de Nikolaï Vesselovski. Plusieurs versions de l'interprétation de l'intrigue de la composition décorative ont été proposées, basées sur la mythologie et l'histoire scythes.

## Histoire de la découverte

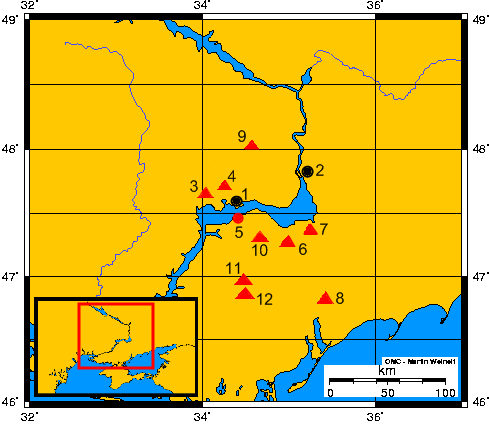
Villes et tombes royales Scythes : 1 Nikopol, 2 Zaporijjia, 3 Tovsta Mohyla, 4 Tchertomlyk, 5 fort de Kamienka, 6 Solokha, 7 tombe de Hayman, 8 kourgane de Mélitopol, 9 Monticule d'Aleksandropyl, 10 Grande Cymbalka, 11 Kozel, 12 Ogouz.

Le peigne doré a été découvert en 1913 dans une sépulture scythe connue sous le nom de kourgane de Solokha, ou tombe de Znamenskaya. Le monticule a été étudié en 1912-1913 par une expédition de l'archéologue et orientaliste russe Nikolaï Vesselovski. Avant les fouilles, le tombeau était un monticule de terre de 18 à 19 mètres de haut et d'un diamètre d'environ 100 m. Il y avait deux tombes dans le tumulus. L'une d'elles, dans laquelle était enterrée une femme noble, s'est avérée avoir été pillée dans les temps anciens. La seconde, explorée en 1913, où le chef (roi) scythe, son écuyer, son serviteur, cinq chevaux et son palefrenier auraient été enterrés, s'est avérée intacte. Sur les restes identifiés avec la personne du « roi », cinq bracelets en plaques ont été retrouvés. Près de la tête se trouvaient un casque en bronze et un peigne doré.
En plus du peigne, les découvertes archéologiques importantes suivantes ont été découvertes dans la sépulture du chef : un bol en or et sept récipients en argent. Tous les artefacts ont été réalisés par des artisans grecs, créés sur commande pour la noblesse scythe, car ils connaissaient bien le sujet et les intérêts du client. La sépulture, le peigne et d'autres découvertes remontent à la fin du Ve - début du IVe siècle av. J.-C. Le peigne doré du kourgane de Solokha, comme un nombre important d'objets en or récupérés dans les tombes scythes, s'est retrouvé dans la collection de l'Ermitage de Saint-Pétersbourg (« Peigne avec représentation d'une scène de bataille »),.

## Description

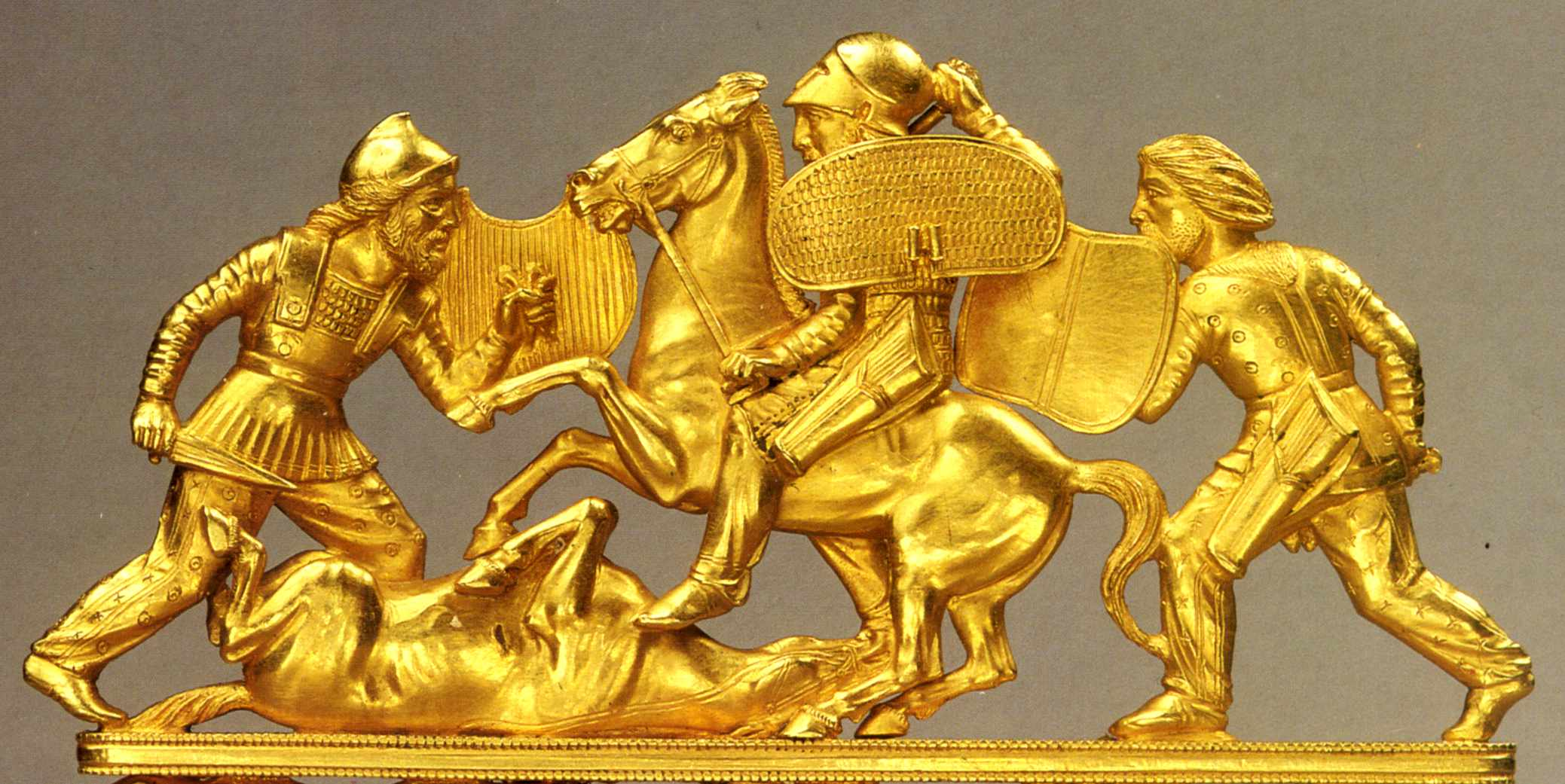
Haut du peigne

Il s'agit d'un bijou en or pesant 294 grammes, de 12 cm sur 10 cm, réalisé sous la forme d'un peigne comprenant 19 dents tétraédriques dont la longueur est de 6,5 cm. Il a été établi qu'il lui manque deux dents extérieures, qui ont été retirées dans l'Antiquité .
La composition de bataille est couronnée d'une décoration réalisée en trois parties ; il est situé sur une sorte de « frise » en forme de cinq figures de lions couchés. Au centre de la scène de groupe se trouve un cavalier armé d'une lance, attaquant l'ennemi qui, à la suite de la blessure et de la chute de son cheval, se retrouve dans une situation extrêmement défavorable. Derrière le cavalier se trouve un fantassin qui cherche à l'aider, se dirigeant vers le combat. L'issue de la bataille est prévisible puisque, conformément à la logique du récit épique, le combattant défenseur qui a perdu son cheval est voué à la mort. La symétrie est quelque peu perturbée par la figure du cheval tué, conférant à la composition une originalité et un caractère dramatique avec un angle inattendu'.
D'après l'observation de l'auteur du premier ouvrage scientifique consacré à l'étude du peigne en or de Solokha, l'archéologue A.P. Mantsevich : « La qualité du peigne est unique, mais sa forme est répandue en Europe depuis l'Âge de bronze ». Il cite un certain nombre d'analogues de la forme, de la composition de cet exemple de l'art helléno-scythe et d'autres découvertes archéologiques similaires.

## Littérature
- Alekseev A. Y. : L'Or des rois Scythes dans la collection de l’Ermitage. Saint-Pétersbourg : Maison d’édition de l’Ermitage, 2012. - 272 p. -  (ISBN 978-5-93572-459-7).
- Brashinskiy I. B. : Trésors des rois scythes : recherches et découvertes. Ed. par D. B. Shelov. Moscou, Nauka Publ., 1967. - 128 p. - 75 000 exemplaires.
- Mantsevich A. P. : La crête d’or du monticule de Solokha. Moscou-Leningrad : Académie des sciences de l’URSS et Musée de l’Ermitage, 1949. - 75 à 80. - 351 pages.
- Mantsevich A. P. : Peigne et objets du monticule de Solokha. - 1950. - Vyp. XIII. - A. 217 à 238.
- Mantsevitch, A. P. : Le Kourgane de Solokha. Leningrad, Iskusstvo Publ., 1987. - 143 p. (en anglais seulement)
- Schiltz, Veronica : Sur la découverte du Peigne d’Or du tumulus de Solokha // Collection archéologique de l’Ermitage d’État. - 2003. - Vyp. 36. - S. 68 à 71.